# Desoria hiemalis
Desoria hiemalis is een springstaartensoort uit de familie van de Isotomidae. De wetenschappelijke naam van de soort is voor het eerst geldig gepubliceerd in 1893 door Schoett.